# Étienne Thomas Déan
Étienne Thomas Déan de Luigné, seigneur de La Bonnerie, est un homme politique français né le 5 juin 1763 à Château-Gontier (Mayenne) et décédé le 5 mars 1835 à Château-Gontier.

## Biographie
Étienne Thomas Déan est le fils de René Emery Déan, chevalier, seigneur de Luigné, ancien capitaine au Régiment de Champagne, et de Louise Olympe Rallier de La Tertinière.
Page de Madame en 1776, officier au Royal-Roussillon, 1779, ancien lieutenant au régiment de Royal-Infanterie, il est marié le 8 janvier 1791 à Gabrielle Hudeline d'Hauricourt. Sa famille est décimée pendant la Révolution française. Il est maintenu sur la liste des émigrés, 20 août 1799, et ses biens sont vendus nationalement.
Chevalier de Saint-Louis, revenu de l'émigration, il obtint un certificat de six ans de services dans l'armée du duc de Bourbon. Propriétaire à Château-Gontier où il remplissait les fonctions de maire. Il est désigné comme un des Grands notables du Premier Empire du département de la Mayenne.
Il est élu député de la Mayenne aux Élections législatives d'août 1815, par le collège de département, avec 115 voix sur 186 votants et 255 inscrits, il siégea dans la majorité de la Chambre introuvable soutenant la Restauration. Il ne fit point partie d'autres législatures.

## Famille
La généalogie des Déan de Luigné est à l'origine de plusieurs hommes politiques, et s'affilie aux Boissieu-Déan de Luigné, dont le personnage le plus connu est Alain de Boissieu, compagnon de la Libération et gendre du général de Gaulle:
- René-Émeric Déan x Louise Olympe Rallier
  - Étienne Thomas Déan
    - Émeric Déan de Luigné (1793-1877), maire de Bazouges (1813 - 1824)
      - Émerick Déan de Luigné (1813-1886), président du comice agricole de Bierné
      - Louis Déan de Luigné (1823-1926)
        - René Déan de Luigné (1853-1924)
        - Marc Déan de Luigné (1854-1910), maire d'Azé

      - Charlotte Déan de Luigné x Charles Foucault des Bigottières (1822 - 1876), maire de Houssay

  - René Toussaint Déan de Luigné (1758-1839) x Perrine de Quatrebarbes
    - Charles Déan de Luigné (1783-1873)
      - René Déan de Luigné (1815-1906), maire du Coudray
        - Charles René Déan de Luigné (1842-1901)
          - Marc Marie René Déan de Luigné (1872-1901)

        - Alice Déan de Luigné (1844-1905) x Charles-Marie Tresvaux du Fraval

      - Siméon Déan de Luigné (1817-1858)
        - Jeanne Déan de Luigné (1849-1910) x Henry de Boissieu (1842-1918)
          - Henri de Boissieu-Déan de Luigné (1885-1971) x Marguerite Froger de Mauny
            - Alain Boissieu-Déan de Luigné (1914-2006)

### Marc Marie René Déan de Luigné (1872-1901)
Ingénieur agronome, il est à l'origine d'un groupe local, le Comité National Antijuif de la Mayenne, qui sera admis dans la Ligue nationale anti-sémitique de France. Il est ensuite désigné plus tard comme représentant de la Mayenne et de l'Ille-et-Viilaine au congrès du Parti national antijuif, dont il préside plusieurs séances, il fait partie d’une délégation chargée d’une  mission auprès d'Edouard Drumont.
Il soutient aux Élections cantonales de 1901 Emmanuel Morin de la Beauluère, membre du Parti national antijuif contre Victor Boissel. De Luigné est un des initiateurs du Parti national antijuif en Mayenne.
La campagne électorale est acharnée : Déan de Luigné est frappé d'un coup de couteau. La Beauluère fait appel fit appel à des journalistes de La Libre Parole et de L'Intransigeant. Édouard Dubuc, de la Jeunesse antisémitique et Davout dit Jacques Cailly, deux prévenus des Procès pour complot devant la Haute Cour, viennent exprès de Paris pour cette élection. Membre du Grand Occident de France, epu après la mort de son père, il décède le 23 décembre 1901 au Château de la Rivière en Ménil, à l'âge de 29 ans. Il est remplacé comme réprésentant de la Mayenne, par Antoine Lelièvre, avocat.